# Ammoflintina
Ammoflintina es un género de foraminífero bentónico de la subfamilia Ammoflintininae, de la familia Ammoflintinidae, de la superfamilia Rzehakinoidea, del suborden Schlumbergerinina y del orden Schlumbergerinida. Su especie tipo es Ammoflintina trihedra. Su rango cronoestratigráfico abarca el Holoceno.

## Discusión
Clasificaciones previas hubiesen incluido Ammoflintina en la familia Rzehakinidae, de la superfamilia Rzehakinoidea, así como el suborden Textulariina del Orden Textulariida o en el orden Lituolida. También ha sido incluido en el suborden Rzehakinina y en el orden Rzehakinida, aunque estos taxones han sido considerados sinónimos posteriores de Schlumbergerinina y Schlumbergerinida respectivamente.

## Clasificación
Ammoflintina incluye a las siguientes especies:
- Ammoflintina argentea
- Ammoflintina trihedra